# Kaos
För andra betydelser, se Kaos (olika betydelser).

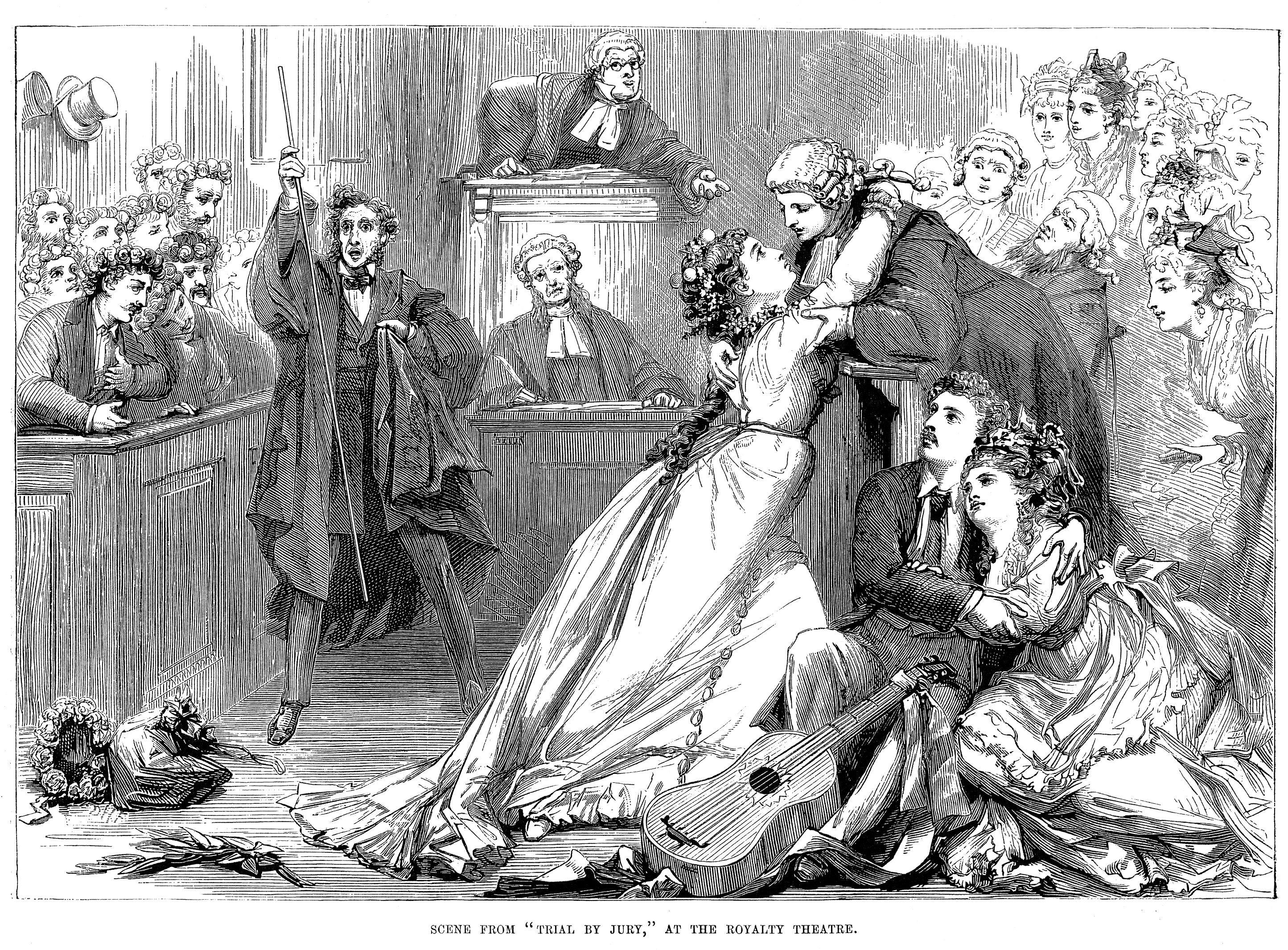
En scen från operetten Trial by Jury, som av konstnären D. H. Friston ansågs representera kaos i rättssalen.

Kaos har att göra med oförutsägbarhet. Begreppet härstammar från det antika Greklands ord för "rymd" (χάος) och som genom missförstånd av tidig kristen användning av ordet fick betydelsen "oordning" (det antika grekiska ordet för "oordning" är ταραχή). Något som har kännetecken från både kaos och ordning brukar i den traditionen kallas kaordiskt. Inom naturvetenskapen är kaos inte liktydigt med oordning, utan i stället en benämning på en särskild form av ordning där en liten förändring i begynnelsevillkoren kan orsaka en drastisk förändring vid en senare tidpunkt (jämför Entropi (informationsteori) och Entropi).

## Matematik och naturvetenskap
Inom matematik och de matematikgrundade naturvetenskaperna är kaos benämningen på fenomen där en liten störning förstärks med tidens lopp. Se:
- Kaosteori
- Katastrofteori
- Fraktal

## Populärvetenskap
- Fjärilseffekten

## Religion
- Kaosgnosticism

## Mytologi
- Chaos